# Zé Ramalho 2
Zé Ramalho 2, também conhecido como A Peleja do Diabo com o Dono do Céu, é o segundo álbum solo do cantor e compositor Zé Ramalho, gravado e lançado em 1979.
O disco lhe rendeu sua primeira certificação de disco de ouro.
Segundo Zé, o álbum retrata um cantador que vê a vida de forma maniqueísta entre Deus e o Diabo.

## Informações das faixas
"Falas do Povo", que traz críticas sociais e uma participação de Jorge Mautner no violino, foi dedicada a Geraldo Vandré, uma das influências de Zé. "Beira-Mar" é um galope à beira-mar (derivado do martelo agalopado) e o início de uma trilogia que continua em "Beira-Mar – Capítulo II" (no disco A Força Verde, de 1982) e se encerra em "Beira-Mar – Capítulo Final" (no Eu Sou Todos Nós, de 1998). A letra da trilogia vem de um folheto de cordel escrito por Zé em 1977 e intitulado "Apocalypse". A primeira parte desse texto apareceria em "Canção Agalopada", canção do próximo disco de Zé (A Terceira Lâmina, de 1981).
"Agônico" é uma faixa instrumental executada exclusivamente por Zé, que toca violas, baixo, percussão, tambor, piano, pandeiro e faz os efeitos vocais. Batizada por Jorge, a faixa seria mais tarde regravada com letra no Eu Sou Todos Nós, com o título "Agônico - O Canto". Zé acredita que a faixa manifesta as semelhanças que, segundo ele, existem entre a música do Nordeste brasileiro e a música moura, tendo a segunda influenciada a primeira por conta da herança trazida pelos portugueses, cujo território séculos antes fora invadido pelos povos do norte da África.
"Frevo Mulher" foi inicialmente composta para o repertório da esposa de Zé na época, Amelinha, que faz dueto com ele em "Pelo Vinho e Pelo Pão".

## Capa
A capa do álbum traz Zé Ramalho empunhando um violão e interpretando o "dono do Céu", enquanto uma mulher vampiresca (Xuxa Lopes) o espreita e seu rival José Mojica Marins o ameaça. A fotografia foi tirada num casarão abandonado em Santa Teresa, no Rio de Janeiro e foi dirigida por Ivan Cardoso. No resto do encarte, aparecem também Satã (produtor e guarda-costas de José Mojica), Mônica Schmidt e Hélio Oiticica; ilustrações de Seth (Álvaro Marins); e símbolos de Raul Córdula.

## Faixas
Todas as músicas escritas por Zé Ramalho, exceto onde indicado.
| Lado A |                                       |                |         |  |
| N.º    | Título                                | Compositor(es) | Duração |  |
| 1.     | "A Peleja do Diabo Com o Dono do Céu" |                | 4:24    |  |
| 2.     | "Admirável Gado Novo"                 |                | 4:53    |  |
| 3.     | "Falas do Povo"                       |                | 4:11    |  |
| 4.     | "Beira-Mar"                           |                | 3:54    |  |
| 5.     | "Garoto de Aluguel (Taxi Boy)"        |                | 3:03    |  |

| Lado B         |                         |                |         |  |
| N.º            | Título                  | Compositor(es) | Duração |  |
| 6.             | "Pelo Vinho e Pelo Pão" |                | 3:19    |  |
| 7.             | "Mote das Amplidões"    |                | 3:57    |  |
| 8.             | "Jardim das Acácias"    |                | 5:10    |  |
| 9.             | "Agônico"               |                | 1:43    |  |
| 10.            | "Frevo Mulher"          |                | 3:38    |  |
| Duração total: | Duração total:          | Duração total: | 38:48   |  |

| Faixas bônus da reedição de 2004 |                                      |                |         |  |
| N.º                              | Título                               | Compositor(es) | Duração |  |
| 11.                              | "Admirável Gado Novo (Instrumental)" |                | 4:49    |  |
| 12.                              | "Mr. Tambourine Man"                 | Bob Dylan      | 2:26    |  |
| 13.                              | "Hino Amizade"                       |                | 3:06    |  |
| 14.                              | "O Desafio do Século"                |                | 3:41    |  |

## Créditos
- Zé Ramalho — vocais, violão, todos os instrumentos em "Agônico" (violas, baixo, percussão, tambor, piano, pandeiro, efeitos vocais[1])
- Pepeu Gomes — guitarra em "Jardim das Acácias"[1]
- Jorge Mautner — violino em "Falas do Povo"[1]
- Amelinha — vocal em "Pelo Vinho e Pelo Pão"[1]

### Pessoa técnico
- Produção: Carlos Alberto Sion[1]
- Direção de estúdio: Carlos Alberto Sion / Zé Ramalho
- Direção musical: Zé Ramalho / Paulo Machado / C.A Sion[1]
- Assistentes de produção: Marcelo Falcão / Lígia Itiberê
- Arranjos de cordas e metais: Paulo Machado[1]
- Arranjo de flautas em ""Mote das Amplidões"[1]
- Regência: Paulo Machado
- Arranjos de base: Zé Ramalho[1]
- Técnicos de gravação: Manoel Magalhães e Eugênio de Carvalho
- Assistente de estúdio: Pedrinho
- Arregimentador: Gilson de Freitas
- Técnicos de mixagem: Manoel Magalhães e Eugênio de Carvalho

### Ficha técnica da capa
- Concepção de capa: Zé ramalho
- Cenários e fotos: Ivan Cardoso
- Diagramação e Montagem: Oscar Ramos e Luciano Figueiredo
- Logotipo: Pedro Osmar
- Participação especial : Zé do Caixão, Xuxa Lopes, Hélio Oiticica, Mônica Schmidt e Satã
- Maquiador: Gilberto Marquez
- Assistente: Carminha
- Coordenação: Carlos Alberto Sion